# Janina Cecylia Kostkiewicz
Janina Cecylia Kostkiewicz (ur. 1 stycznia 1957 w Pruchniku) – polska pedagog, profesor nauk społecznych, specjalność: pedagogika ogólna. Profesor Uniwersytetu Jagiellońskiego, badacz o bogatym dorobku naukowym.

## Życiorys
Ukończyła pedagogikę na Uniwersytecie Jagiellońskim 19 czerwca 1980 roku. W 1989 roku decyzją Rady Wydziału Filozoficzno-Historycznego UJ otrzymała stopień doktora nauk humanistycznych. Stopień doktora habilitowanego nauk humanistycznych w zakresie pedagogiki uzyskała w Akademii Bydgoskiej im. Kazimierza Wielkiego w 2001 roku na podstawie monografii „Wychowanie do wolności wyboru. Ponadczasowy wymiar pedagogiki Fryderyka Wilhelma Foerstera” (1998). Tytuł naukowy profesora nauk społecznych otrzymała decyzją Prezydenta Rzeczypospolitej Polskiej z dnia 5 czerwca 2014 roku – procedowany na Wydziale Filozoficznym Uniwersytetu Jagiellońskiego.
W latach 1980-84 pracowała jako nauczyciel; w latach 1984-2000 zatrudniona była w Instytucie Pedagogiki WSP w Rzeszowie; w okresie 1993-2005 prowadziła wykłady i seminaria w Filii WNS KUL w Stalowej Woli; w latach 2000-2004 była adiunktem i prof. nadzw. KUL w Lublinie. Jako prodziekan Wydziału Nauk Społecznych KUL ds. Filii w Stalowej Woli przeprowadziła – przy wsparciu zainteresowanych podmiotów – przekształcenie jej w Wydział Zamiejscowy KUL (z 5 kierunkami studiów).
Od 1 października 2004 roku pracuje w Instytucie Pedagogiki UJ, kieruje Zakładem Pedagogiki Szkoły Wyższej i Polskiej Myśli Pedagogicznej. W 2014 r. założyła czasopismo „Polska Myśl Pedagogiczna” i pozostaje jego redaktorem naczelnym. Prowadzi ogólnopolskie Seminaria Polskiej Myśli Pedagogicznej poświęcone badaniom historycznej i współczesnej myśli pedagogicznej. Jest Przewodniczącą Rady Dyscypliny Pedagogika w Uniwersytecie Jagiellońskim w kadencji 2019 – 2022.

## Nagrody i wyróżnienia
- Złoty Medal za Długoletnią Służbę (2012)
- Medal Komisji Edukacji Narodowej (2011)
- Nagroda Rektora Uniwersytetu Jagiellońskiego za osiągnięcia naukowe (2017 r.)
- Nagroda Rektora Uniwersytetu Jagiellońskiego za osiągnięcia naukowe (2016 r.)
- Nagroda Rektora Uniwersytetu Jagiellońskiego za osiągnięcia naukowe (2014 r.)
- Zespołowa Nagroda za pracę organizacyjną Prorektora UJ ds. polityki kadrowej (2012 r.)
- Nagroda Rektora Katolickiego Uniwersytetu Lubelskiego za osiągnięcia naukowe (2001 r.)

## Wybrane publikacje
- Kierunki i koncepcje pedagogiki katolickiej w Polsce 1918 – 1939 (Kraków 2013). ISBN 978-83-7850-153-4.
- Pedagogika humanizmu społecznego Andrzeja Niesiołowskiego (Kraków 2015; współaut. D. Jagielska). ISBN 978-83-233-3953-3.
- Wychowanie – rodzina – społeczny rozwój osoby. Studia ze spotkań krakowsko – bratysławskich. Výchova – Rodina – Sociálny rozvoj osoby. Štúdie zo stretnutí krakowsko-bratislavských (Kraków 2015; współaut. M. Krankus, I. Podmanický, M. Potočárova). ISBN 978-83-233-3999-1.
- Krytyczna edycja rękopisów: Andrzej Niesiołowski, Zarys pedagogiki ogólnej. Rękopisy z oflagu – odczytanie i opracowanie J. Kostkiewicz (Kraków 2017). ISBN 978-83-233-4288-5; 978-83-233-9648-2 (e-book).
- Wychowanie do wolności wyboru. Ponadczasowy wymiar pedagogiki Fryderyka Wilhelma Foerstera (Rzeszów 1998 ISBN 83-87288, Kraków 2008 ISBN 978-83-7587-000-8).
- Sytuacja szkolna początkujących licealistów, Rzeszów 1992, Wydawnictwo WSP.
- Crime without Punishment…The Extermination and Suffering of Polish Children during the German Occupation 1939-1945, J. Kostkiewicz (ed.), Kraków 2020. ISBN 978-83-233-4806-1.
- Pedagogie katolickich zgromadzeń zakonnych. Historia i współczesność (red.): 
  - tom 1, Kraków 2012. ISBN 978-83-7850-156-5 ISBN 978-83-7587-901-8);
  - tom 2, współred. K. Misiaszek, Kraków 2013, ISBN 978-83-7850-136-7;
  - tom 3, Kraków 2015, ISBN 978-83-7850-156-5, ISBN 978-83-7850-733-8).
- Chrześcijańskie inspiracje w pedagogice (red.), Kraków 2011. ISBN 978-83-233-3105-6.
- Aksjologia w kształceniu pedagogów (red.), Kraków 2008. ISBN 978-83-7308-887-0.
- Uniwersytet i wartości (red.), Kraków 2007. ISBN 978-83-7308-805-4.
- Aksjologia edukacji dorosłych (red.), Lublin 2004. ISBN 83-7363-161-5.
- Humanistyczna pedagogika społeczna jako pogranicze i obszar wspólny z katolicką nauką społeczną. Szkic zagadnienia, „Polska Myśl Pedagogiczna” 2(2016), s. 51 - 81. DOI 10.4467/24504564PMP.16.002.6680. DOI 10.4467/24504564PMP.16.002.6680.
- The Concept and Criticism of Ideology in the Writings of Polish Humanists between 1918-1939. “Practice and Theory in Systems of Education” 1917 vol. 12(4), s. 176-187; De Gruyter, DOI 10.1515/ptse-2017-0000 [współautor: D. Jagielska]
- Pedagogika ogólna jako nauka w rękopisach z oflagu Andrzeja Niesiołowskiego, „Studia z Teorii Wychowania” 2016 nr 1(14), s. 91 - 112.
- Beauty, art and elements of aesthetic education in the Polish writings of the Neo-Thomists of the interwar period, “Polska Myśl Pedagogiczna” 4(2018), s. 93-112. DOI 10.4467/24504564PMP.18.004.8643. DOI 10.4467/24504564PMP.18.004.8643.
- Philosophy of Values as an Inspiration and the Basis of the Directions in the Development of Educational Science in Poland (1918–1939), “Polska Myśl Pedagogiczna” 5(2019), s. 71–91, DOI 10.4467/24504564PMP.19.003.11098.